# Muzeum Wału Pomorskiego
Muzeum Wału Pomorskiego w Wałczu – muzeum znajdujące się przy drodze krajowej nr 22 na wlocie do Wałcza od strony Człuchowa na terenie byłych koszar wojskowych.
Można tu znaleźć duży zasób mundurów i militariów z okresu II wojny światowej. Muzeum podzielone jest na cztery części:
- początek budowy Wału Pomorskiego. Cześć poświęcona armii niemieckiej od 1934 do 1945 roku; wiele unikatowych eksponatów takich jak: motocykle, piła motorowa z 1943 roku, MG 08, MG 42, dalmierz artyleryjski, kolekcja butów zimowych, MP 40, StG 44, Beretta 38/42, Mauser 98k w trzech wersjach, niemieckie rusznice ppanc. i wiele innych
- część poświęcona Armii Czerwonej w 1945 roku. Unikatowe sylwetki ukazane w niepowtarzalnej atmosferze sowieckich haseł propagandowych pisanych na ścianach domów niemieckich. Prócz tego wiele egzemplarzy broni produkcji radzieckiej.
- 1 Armia Wojska Polskiego. Część obficie wyposażona w mundury, broń oraz wyposażenie żołnierza polskiego w latach 1943–1945. Wyeksponowano wiele ciekawych przedmiotów mówiących o losie żołnierzy walczących na Ziemi Wałeckiej.
- historia obozów jenieckich na Ziemi Wałeckiej.

Ekspozycja ciągle jest powiększana o nowe eksponaty. W magazynie czeka ponad 40 sztuk eksponatów przeznaczonych do renowacji. Wielu mundurów oraz wyposażenia nie wystawiono ze względu na ograniczoną powierzchnię ekspozycyjną. 
Dodatkowo pod opieką Muzeum znajduje się bunkier na terenie koszar.